# Зета (слово)
Зета, грчки ζήτα (велико слово Ζ, мало слово ζ) је шесто слово грчког алфабета. У систему грчких цифара има вредност 7. Изведено је од феничанског Заин . Слова која су настала су латиничко Z и ћириличко З.

## Употреба

### Физика
Користи се у физици за означавање:
- електрокинетичког потенцијала

### Математика
Користи се у математици за означавање:
- Риманове зета-функције